# Трофеопсы
 Трофеопсы (лат. Tropheops) — род рыб семейства цихловых, эндемиков озера Малави (Ньяса) в Восточной Африке. В настоящее время он включает в себя восемь видов. Самостоятельный статус рода Tropheops не чёток и вызывает массу споров. Рыбы этого рода иногда встречается в аквариумах.

## Характеристика
Трофеопсы — представители группы Мбуна среднего размера. Полная длина обычно 10—13 сантиметров. Отличительной особенностью данного рода является большая лобастая голова.

## Места обитания и питание
Трофеопсы встречаются вдоль всего побережья озера Малави. Типичные Мбуна, предпочитающие скалистые участки, но можно встретить и в песчаных зонах. Главным образом встречаются на мелководье на глубинах до 10 метров.
Питаются водорослями, но при возможности не пренебрегают и зоопланктоном.

## Поведение и размножение
Самцы трофеопсов территориальны. Самки и молодь живут уединённо или, в зависимости от плотности популяций, в небольших группах.
Подобно всем представителям группы Мбуна трофеопсы вынашивают икру во рту, этим занимаются самки.

## Содержание в аквариуме
Из-за сравнительно агрессивного поведения самцов, в основном внутривидового, членов рода трофеопсов, эти цихлиды не особенно популярны среди аквариумистов. Необходим большой аквариум для беспроблемного содержания рыб этого рода с многочисленными укрытиями, мощной аэрацией и фильтрацией. Как и всем цихлидам озера Малави, трофеопсам нужна жёсткая щелочная вода. Кормят живым и замороженным кормом, обязательно включение растительного рациона.

## Виды
Впервые описание этого рода было дано в 1983 году, в его состав сейчас включено 7 видов, которые были изначально включены в род Псевдотрофеусов (Pseudotropheus). До сих пор ещё самостоятельный статус рода Tropheops не чёток и вызывает массу споров. В некоторых источниках он трактуется как подрод Pseudotropheus (Tropheops). Многие разновидности недостаточно изучены. Здесь приведены виды трофеопсов по FishBase (A Global Information System on Fishes).
- Tropheops gracilior (Trewavas,1935) или Pseudotropheus gracilior (Pseudotropheus tropheops gracilior)
- Tropheops lucerna (Trewavas,1935) или Pseudotropheus lucerna (Псевдотрофеус Лучерна)
- Tropheops macrophthalmus (Ahl, 1926) или Pseudotropheus macrophthalmus (Pseudotropheus tropheops macrophthalmus) (Широкополосый псевдотрофеус)
- Tropheops microstoma (Trewavas, 1935) или Pseudotropheus microstoma (Pseudotropheus tropheops microstoma) (Пятиполосый псевдотрофеус)
- Tropheops modestus (Johnson, 1974) или Pseudotropheus modestus (Псевдотрофеус Мбенджи)
- Tropheops novemfasciatus (Regan, 1922) или Pseudotropheus novemfasciatus (Девятиполосый псевдотрофеус)
- Tropheops romandi (Colombe, 1979) или Pseudotropheus tropheops romandi
- Tropheops tropheops (Regan, 1922) или Pseudotropheus tropheops (Pseudotropheus tropheops tropheops) (Трофеопс или изменчивый псевдотрофеус)